# 황보숭
황보숭(중국어: 皇甫嵩, 병음: Huángfǔ Sōng 황푸쑹[*], ?~195년)은 중국 후한 말의 무장으로, 자는 의진(중국어 정체자: 義眞, 간체자: 义真, 병음: Yìzhēn 이전[*])이다.

## 생애

### 황건의 난 진압
양주 안정군 조나현(朝那縣) 사람으로 도요장군(渡遼將軍) 황보규의 조카이다. 젊은 시절부터 문무를 겸비한 인물이 되기 위해 학문과 무예를 함께 익혔다. 처음에 효렴으로 추천되어 관직에 나아갔으나 부친상을 당하는 바람에 관직을 떠났다. 상을 치른 후 복귀해 의랑(議郎), 북지태수 등을 지냈다.
184년 장각이 황건의 난을 일으키자, 당고의 금으로 인해 쫓겨난 사람들을 등용하고 궁중에서 관리하는 말을 황건적 진압에 써야 한다고 하였다. 중상시(中常侍) 여강(呂強)도 황보숭과 의견을 같이했기에 영제는 황보숭을 좌중랑장(左中郎將)으로 삼고 노식·주준과 함께 황건적을 토벌하도록 했다.
황보숭은 주준과 함께 영천의 황건적을 공격하려 했다. 그러나 영천의 황건적을 이끌던 장수 파재는 주준의 군사를 물리치고 장사(長社)에 있던 황보숭의 진영을 포위하였다. 그러나 황보숭이 화공으로 황건적을 공격했으며, 장사성에서도 자신의 공격에 호응하게 하자 황건적은 혼란에 빠졌다. 이 날은 바람이 거세게 불은데다 전투 중에 조조가 도착하여 협공한 덕분에 대승을 거두었다. 이 공으로 황보숭은 도향후(都鄕侯)에 봉해졌다.
이후 양책(陽翟)으로 달아난 파재와 싸워 승리하고 서화(西華)를 되찾았다. 조정에서 황보숭으로 하여금 동군을 공격하게 하고 주준에게 완성(宛城)의 황건적을 공격하게 하여 이때부터 독자적으로 싸우게 되었다. 이후 8월에 창정(蒼亭)에서 황건적의 장수 복사(卜巳)를 사로잡았다.
한편 장각의 본진과 싸우던 노식은 연승을 거두었음에도 불구하고 좌풍(左豊)에게 뇌물을 주지 않아 벼슬에서 쫓겨났으며, 그 뒤를 이은 동탁은 별다른 전과를 거두지 못했다. 황보숭은 조정의 명령에 의해 동탁을 대신하여 장각의 본진을 상대하게 되었다.
10월에 황건적 진영을 야습하여 3만 명을 베고 장각의 동생인 장량을 죽였다. 승리 후 장각이 이미 죽었다는 걸 알고 시체의 목을 베어 낙양으로 보냈다. 황보숭은 계속 추격하여 11월에는 하곡양(下曲陽)에서 장보를 죽이고 대승을 거두었다. 이 공으로 기주목 겸 좌거기장군(左車騎將軍)이 되었으며, 괴리후(槐里侯)로 봉해지고 식읍 8천 호를 받았다. 그러나 황건적 토벌 중 장양의 뇌물 요구를 거절하고 조충이 법을 어긴 큰 집을 지은 것을 고발하는 상소를 올렸기 때문에, 185년 둘의 모함을 받아 좌거기장군 벼슬을 박탈당하고(음력 7월) 식읍 6천 호가 깎였다.

### 변장ㆍ한수의 난 진압
양주(涼州)에서는 184년에 변장과 한수가 반란을 일으켰는데, 몇 해가 흐르도록 진압하지 못하고 있었다. 188년 11월 한수와 마등이 주군으로 추대한 왕국(王國)이 진창(陳倉)을 포위하자, 조정에서는 황보숭과 동탁에게 4만 군사를 주고 이들을 토벌하도록 했다.
이때 황보숭은 동탁과 의견이 맞지 않았다. 동탁은 처음 토벌 명령을 받았을 때 진창을 구원해야 한다고 했으나, 황보숭은 진창을 공격하다 힘이 빠진 적군을 치려 했다. 189년 2월에 왕국이 회군하려 할 때 황보숭이 이들을 공격하려 하자, 동탁은 궁지에 몰린 적을 치는 것이 옳지 않다며 반대했다. 결국 동탁을 후방에 남겨둔 채 반란군을 공격하여 만여 명을 베자, 동탁은 황보숭을 원망하여 둘의 사이가 벌어지게 되었다. 한편 한수는 패하고 돌아온 왕국을 죽였으며, 이후 반란군 사이에 분열이 일어나면서 반란군은 무너지게 되었다.

### 동탁 집권기
동탁은 영제가 중앙 관직으로 불러들여도 가지 않았으며, 휘하 병력들을 황보숭에게 넘기라는 명령도 따르지 않았다. 이를 못마땅하게 여긴 황보숭의 조카 황보력(皇甫酈)은 동탁을 제거할 것을 제안했으나, 황보숭은 조정의 명령 없이 죽일 수 없다면서 조정에 보고만 했다. 조정에서는 동탁을 책망했으나, 동탁은 이 역시 무시하고 군사를 거느린 채 주둔하다가 하진이 십상시를 제거하기 위해 낙양으로 불러들이자 낙양으로 가서 무력으로 정권을 장악했다.
190년 동탁은 황보숭을 성문교위(城門校尉)로 임명한다는 구실로 조정으로 불러들여 죽이려 했다. 황보숭의 장사(長史)인 양연(梁衍)은 동탁을 공격할 것을 제안했으며, 경조윤 갑훈도 동탁을 토벌하자 했으나 모두 따르지 않고 낙양으로 갔다. 그러나 황보숭의 아들이고 동탁과의 사이가 친형제같았던 황보견수(皇甫堅壽)가 눈물로 호소한 것이 동탁의 마음을 움직여 그대로 조정에서 일하게 되었다.
동탁이 192년 왕윤과 여포에게 살해당한 후 거기장군과 태상 등을 지냈다. 그러나 왕윤을 죽이고 정권을 잡은 이각이 전횡을 일삼는 기간에 병이 들어 죽었다.

## 같이 보기
- 삼국지 인물 목록
- 범엽
- 나관중

## 가계

### 관련 인물
- 황보밀
- 황보견수

| 전임 마일제 | 제71대 후한의 태위 192년 음력 8월 ~ 192년 음력 12월 | 후임 주충 |